# Horololo
Singles de EXO-CBX
Blooming Day
(2018)
Horololo est le second single japonais d'EXO-CBX, le premier sous-groupe officiel du boys band sud-coréano-chinois EXO, sorti le 9 mai 2018 par Avex Trax comme chanson phare de leur premier album studio japonais Magic. 

## Contexte et sortie
La chanson est décrite comme une piste "avec des rythmes propulsifs et des synthés loufoques qui se succèdent au fur et à mesure que le trio chante le chœur et délivre des raps chantés tout en douceur. C’est festif et dynamique, avec un son enjoué qu'EXO-CBX s’est distingué par le passé".

## Clip-vidéo
Le clip présente Chen, Baekhyun et Xiumin comme des détectives qui enquêtent tandis qu'ils chantent et dansent sur une chorégraphie à couper le souffle. Du point de vue vestimentaire, le trio alterne entre costumes sobres et décontractés tout en regardant la caméra avec des regards dramatiques. La vidéo, comme la chanson elle-même, se termine sur une note enjouée : après que le trio ait chanté le "horololo" apparemment finale, Baekhyun laisse échapper un petit rire et déclare "it ain't over yet" ("ce n'est pas encore terminé") avant de revenir avec une répétition plus éclatante de la phrase titulaire.

## Interprétation en tournée
Le sous-groupe a interprété la chanson durant la tournée nationale japonaise « EXO-CBX Magical Circus Tour 2018 ».